# Mesocyclops venezolanus
Mesocyclops venezolanus är en kräftdjursart som beskrevs av Dussart 1987. Mesocyclops venezolanus ingår i släktet Mesocyclops och familjen Cyclopidae. Inga underarter finns listade i Catalogue of Life.